# اچ‌ام‌ان‌زداس اتاگو (اف۱۱۱)
اچ‌ام‌ان‌زداس اتاگو (اف۱۱۱) (به انگلیسی: HMNZS Otago (F111)) یک کشتی بود که طول آن ۳۷۰ فوت (۱۱۳ متر) بود. این کشتی در سال ۱۹۵۸ ساخته شد..